# Allen (Argentyna)
Allen – miasto w Argentynie, położone w środkowej części prowincji Río Negro.

## Opis

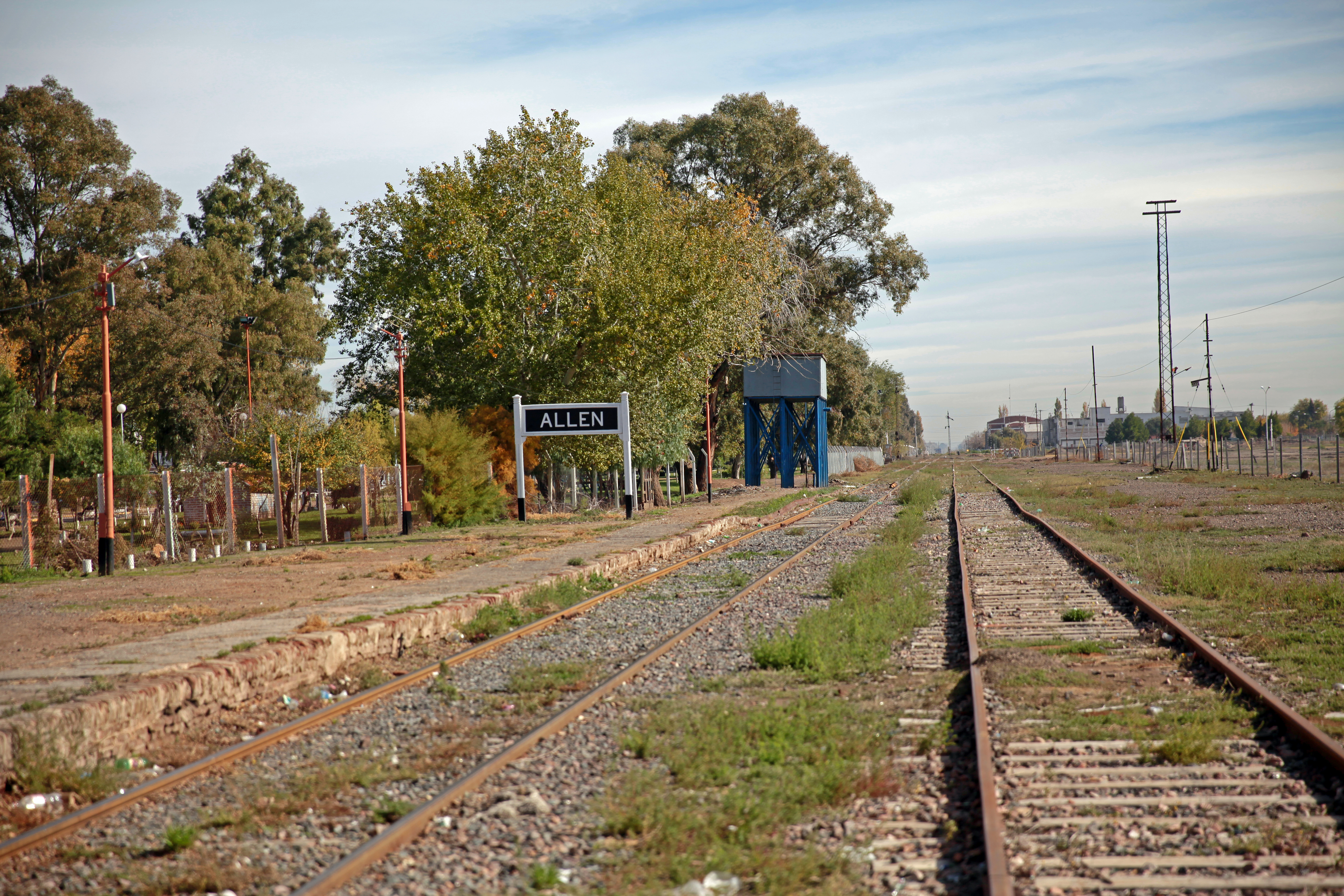
Stacja kolejowa Allen

Miasto założone zostało w 1910 roku, przez miasto przebiega linia kolejowa Bahía Blanca-Zapala. Obecnie miejscowość zajmuje powierzchnię 128,26 km², 27 października 2010 ludność Allen wynosiła 22 859 .